# BETACAM
BETACAM（ベータカム）は、ソニーが開発したアナログコンポーネント記録のカセット式VTR。かつて放送用・業務用における撮影において、世界中で事実上の標準方式となっていた。ベータマックス（Betamax）と同規格のテープを、3〜6倍の速度で使うことで、記録密度を下げ見かけ上の磁界強度を上げて高周波記録を実現している。通称「ベーカム」。

## 概要
それまでENG取材に用いる機材は、ビデオカメラ部と、U規格などのVTR部が別々になっていて、カメラを担いだカメラマンの後には、ケーブルで繋がれたVTRを持つビデオエンジニアが付いて回るという2人1組、もしくはカメラマン1人が両方を担ぐという機動性に欠ける取材を強いられていた。1982年にベータカム方式のカメラ一体型VTR「BVW-1」が登場。ビデオカメラとVTRが同体化（カムコーダ）されケーブルから解放されたカメラマンの機動力は飛躍的に向上する事となった。また、U規格のカラー低域変換方式に対しコンポーネント式のY-C別デュアルトラックを用いたダイレクト記録を採用して、より高画質化することができた。この成功を受けて自社でVTR製品を持たないカメラメーカーの数社がソニーとの提携によりBETACAMの録画機と一体型にできるカメラを発売し、ソニー以外のカメラを好む現場に対しても本フォーマットは浸透していった。
同時期に松下電器産業（現・パナソニック）が"Mビジョン"と呼ばれるVHSテープへコンポーネント記録を行うフォーマット（M規格）を開発したが振るわなかった。1986年にはBETACAM-SPに追随しメタルテープ化したフォーマット"MII"方式を投入したものの、再生互換性を確保したBETACAMグループが引き続き圧倒的なシェアを維持したことは民生用ビデオ規格ベータマックスの敗退と対照的である。テープはベータマックスと同じ1/2インチ幅のテープを使うが、走行スピードが異なるためにバックコーティングや磁性体などのテープ材質が若干異なる。
1983年には、編集機能付きのレコーダー「BVW-40」が発売され、収録から編集、送出に至るまでBETACAMによるシステムの構築が実現し、フレーム単位での編集精度が向上した。これらはキー局クラスでは報道部門で用いられ、取材先から持ち返ったテープを編集機で手早く編集し、ニュースサブ（副調整室）からニュース素材として生送出するなどの用途に重宝された。日本では番組やCMの送出にはD2-VTRが標準として用いられていたが、ケーブルテレビ局の番組送出用や、コスト重視の欧米の放送局では番組やCM送出用としても広く用いられた。カセット方式であることを生かしてカートシステム（オートチェンジャー）がアサカなど数社から提供され、CM編集や番組送出用として使用されたほか、SONY自身もD2用のカートであるLMSのローコスト版としてベータカートを発売、主に送出用として供給していた。
1990年代後半には、松下電器が中小プロダクションや企業向けに価格を大幅に落とした「MIIプロマインド」シリーズを発売したのに対抗し「2000PROシリーズ」（型番では「PVW-xxxx」）を発売。放送用のBVWシリーズに対して、オキサイドテープの録画機能を廃するなど機能を絞り、AFM音声2chやTBC（タイムベースコレクタ）のビット数などが仕様上省かれた事によって低コストでのBETACAM導入が可能となり、アナログコンポーネントVTRの裾野を大きく広めた。
さらに低廉な価格で文教・医療分野用も意識して投入された「UVWシリーズ」ではAFM音声2chに加え、VITC（垂直帰線期間内タイムコード）が省略されている。
BETACAM-SPで導入された「ラージカセット」が後にオリジナルのBETACAMへも引き継がれ、カセットサイズはSP同様「スモールカセット」（最大30分）と「ラージカセット」（最大90分）の2種類存在する。
放送・業務用として非常に普及し、膨大な撮影素材が存在することから、後継のデジタル記録版であるDigital BETACAM・BETACAM-SX・MPEG IMXやHDCAM等においてもBETACAM-SPの再生だけは可能としたモデルも設定され、素材の活用をはかれるように考えられていた。

## 主な仕様

### ベータカムフォーマット
オキサイドテープ
記録方式　輝度:FM方式　クロマ:時分割・時間圧縮クロマFM方式
記録帯域　輝度:30Hz〜4.1MHz　R-Y,B-Y:30Hz〜1.5MHz
SN比　48dB以上
テープ速度　118.6mm/s

### ベータカムSPフォーマット
メタルテープ
記録帯域　輝度:30Hz〜4.5MHz（PVWシリーズ）30Hz〜4.0MHz（UVWシリーズ）色差信号はベータカムと同等
SN比　51dB以上（PVWシリーズメタルテープ）49dB以上（UVWシリーズ）

## インターフェース
BETACAMでは、一般的なコンポジット映像信号の他独自のコンポーネント信号を用いるインターフェースやCTDM信号を用いるインターフェースを用いる。

### コンポーネント
BNCコネクタを3つ又は12pinコネクタを用いて接続する。

#### SETUP 0%
- Y：1.0Vp-p（同期286mVを含む） 75Ω
- B-Y/R-Y：0.756Vp-p 75Ω

#### SETUP 7.5%
- Y：1.0Vp-p（同期286mVを含む） 75Ω
- B-Y/R-Y：0.7Vp-p 75Ω

## 機器ラインアップ

### 一体型カメラ
| 型番     | 名称・概要                                                      | 価格 （税抜き） |
| -------- | --------------------------------------------------------------- | --------------- |
| BVW-1    | カメラ部BVP-1とVTR部BVV-1の組み合わせ                           |                 |
| BVW-2N   | NHK向け特機。ベータムービー同様に高速読み出し間欠書き込みを行う |                 |
| BVW-3    | カメラ部BVP-3とVTR部BVV-1の組み合わせ                           |                 |
| BVW-200  | 2/3インチ 27万画素IT型CCD 2000LUX/F5.6（BVP-5同等）             |                 |
| BVW-200N | 2/3インチ 27万画素IT型CCD 2000LUX/F5.6（BVP-5同等、NHK仕様）    |                 |
| BVW-300  | 2/3インチ 38万画素IT型CCD 2000LUX/F5.6（BVP-7同等）             |                 |
| BVW-300A | 2/3インチ 38万画素IT型CCD 2000LUX/F8（BVP-7A同等）              | 460万円         |
| BVW-400  | 2/3インチ 38万画素FIT型CCD 2000LUX/F5.6（BVP-70同等）           | 750万円         |
| BVW-400A | 2/3インチ 38万画素FIT型CCD 2000LUX/F8（BVP-70IS同等）           | 570万円         |
| BVW-D600 | 2/3インチ 52万画素FIT型CCD 2000LUX/F8（カメラ部DVW-700同等）    | 650万円         |
| UVW-100  | 1/2インチ 42万画素IT型CCD（業務用モデル）                       | 170万円         |

BVWシリーズのカメラ部は括弧内記載のカメラと同等性能であるが、リニアマトリクス回路非搭載であるので、表現力はやや劣る。

### スタジオ／ポータブル VTR
| 型番     | 名称・概要                                                                                | 価格 （税抜き） |
| -------- | ----------------------------------------------------------------------------------------- | --------------- |
| BVW-10   | BETACAM Sカセット スタジオプレイヤー                                                      |                 |
| BVW-11   | BETACAM Sカセット BETACART搭載用プレイヤー                                                |                 |
| BVW-15   | BETACAM Sカセット DT再生付スタジオプレイヤー                                              |                 |
| BVW-20   | BETACAM Sカセット ポータブルプレイヤー                                                    |                 |
| BVW-21   | BETACAM Sカセット ポータブルプレイヤー                                                    |                 |
| BVW-22   | BETACAM-SP S/Lカセット 据え置き型オフィスビューワー                                       |                 |
| BVW-25   | BETACAM Sカセット ポータブルレコーダー                                                    |                 |
| BVW-35   | BETACAM-SP Sカセット ポータブルレコーダー                                                 |                 |
| BVW-40   | BETACAM Sカセット スタジオレコーダー                                                      |                 |
| BVW-50   | BETACAM-SP S/Lカセット ポータブルレコーダー                                               | 245万円         |
| BVW-60   | BETACAM-SP S/Lカセット スタジオプレイヤー                                                 |                 |
| BVW-65   | BETACAM-SP S/Lカセット DT再生付スタジオプレイヤー                                         |                 |
| BVW-D265 | BETACAM-SP S/Lカセット DT再生付スタジオプレーヤー（D2-SDI出力）                           |                 |
| BVW-70   | BETACAM-SP S/Lカセット スタジオレコーダー                                                 | 530万円         |
| BVW-75   | BETACAM-SP S/Lカセット DT再生付スタジオレコーダー                                         | 595万円         |
| BVW-D75  | BETACAM-SP S/Lカセット DT再生付スタジオレコーダー（D1-SDI入出力）                         | 595万円         |
| BVW-85   | BETACAM-SP S/Lカセット DT再生付スタジオレコーダー（ガードバンド利用2chPCM音声録再対応機） |                 |
| BVW-95   | BETACAM-SP S/Lカセット BETACART搭載用プレーヤー                                           |                 |
| BVW-96   | BETACAM-SP S/Lカセット BETACART搭載用プレーヤー                                           |                 |
| BVW-9000 | BETACAM-SP S/Lカセット スーパーモーション（3倍速）記録対応DT再生付スタジオレコーダー      |                 |
| PVW-2600 | BETACAM S/Lカセット スタジオプレイヤー（業務用モデル）                                    | 150万円         |
| PVW-2650 | BETACAM S/Lカセット DT再生付スタジオプレイヤー（業務用モデル）                            | 220万円         |
| PVW-2800 | BETACAM S/Lカセット スタジオレコーダー（業務用モデル）                                    | 220万円         |
| UVW-1200 | BETACAM S/Lカセット スタジオプレイヤー（業務用モデル、TBCなし）                           | 58万円          |
| UVW-1400 | BETACAM S/Lカセット RGB入出力対応スタジオレコーダー（業務用モデル、TBCなし）              | 78万円          |
| UVW-1600 | BETACAM S/Lカセット スタジオプレイヤー（業務用モデル）                                    | 100万円         |
| UVW-1700 | BETACAM S/Lカセット RGB入出力対応スタジオレコーダー（業務用モデル）                       |                 |
| UVW-1800 | BETACAM S/Lカセット スタジオレコーダー（業務用モデル）                                    | 130万円         |

### ドッカブルVTR（カメラ一体型用）
| 型番   | 名称・概要                                                   | 価格 （税抜き） |
| ------ | ------------------------------------------------------------ | --------------- |
| BVV-1  | BETACAM Sカセット ドッカブルレコーダー                       |                 |
| BVV-1A | BETACAM Sカセット ドッカブルレコーダー、タイムコード端子付き |                 |
| BVV-5  | BETACAM-SP Sカセット ドッカブルレコーダー                    | 167万円         |
| PVV-1  | BETACAM-SP Sカセット ドッカブルレコーダー（業務用モデル）    |                 |
| PVV-1A | BETACAM-SP Sカセット ドッカブルレコーダー（業務用モデル）    |                 |
| PVV-3  | BETACAM-SP Sカセット ドッカブルレコーダー（業務用モデル）    | 105万円         |